# 고승환 (육상 선수)
고승환(1997년 11월 14일 ~ )은 대한민국 남자 육상 단거리 선수다.

## 경력
2019년 나폴리 하계 유니버시아드 남자 400m 계주에서 동메달을 획득하였다.
2022년 아시안 게임 남자 400m 계주에서 한국의 37년만에 아시안 게임 메달을 획득하였다.
2023년 KBS배 전국육상대회에서 우승을, 아시아 육상 선수권에서 남자 400m 계주 동메달을 획득하였고,남자 200m 5위를 하였다.
2025년 6월 23일 전국육상대회 남자 200m에서 20초45를 기록하며, 남자 200m 역대 3위를 하였다.